# Duncan Carse
Pour les articles homonymes, voir Carse.
Duncan Carse, né en 1913 et mort le 2 mai 2004, est un acteur et explorateur britannique. Il a vécu à Fittleworth, dans le comté du Sussex de l'Ouest. Son père est l'artiste A. Duncan Carse.